# جزم أحمر الوجه
جزم أحمر الوجه (الاسم العلمي: Carpodacus puniceus) (بالإنجليزية: Red-fronted Rosefinch)‏ هو نوع من الطيور يتبع جنس الجزم من فصيلة الشرشوريات.